# Mahdismo
Il mahdismo è un movimento spirituale islamico che si fonda sul concetto di Mahdī. Il Mahdī è una guida spirituale (lett. "ben guidato [da Dio]") di un movimento salvifico. In ambito sciita si ritiene che il Mahdī sia l'ultimo degli Imām, il cui nome era Muhammad al Mahdī occultatosi nel 260 A.H, il quale era discendente da ʿAlī. Egli non sarebbe quindi morto ma "scomparso", sottratto alla vista del mondo fino al suo ritorno, alla fine del mondo, quando riporterà il bene e la giustizia sulla terra. L'attesa del Mahdī, nel mondo islamico, si affianca all'attesa della Parusia in quello cristiano (ma non la sostituisce in quanto anche i musulmani aspettano il ritorno di Gesù, chiamato nell'Islam profeta Isa).
Come tutti i messianismi, il mahdismo trova il proprio fondamento sul rifiuto di una realtà storica, che si ritiene negativa e bisognosa di un cambiamento radicale.
Il mahdismo si è sviluppato in particolari momenti di crisi e nel tentativo di un rinnovamento totale della società. 
Il primo a essere considerato Mahdī fu il figlio che il quarto califfo 'Alī ibn Abī Tālib ebbe da una donna della tribù dei Banū Hanīfa: Muhammad ibn ‘Alī, detto anche Muhammad ibn al-Hanafiyya.
La sua morte infatti non fu accettata da tutti quegli alidi che si riconoscevano suoi discepoli e seguaci (Kaysaniyya) che credevano egli si fosse occultato al mondo vivendo fino al momento della sua epifania in una località presso Medina.
Tra i mahdismi che hanno più influenzato la storia dei paesi musulmani in tempi più recenti ci sono invece quello del fondatore della dinastia fatimide, ʿUbayd Allāh (la città da lui fondata in Tunisia si chiama ancora Mahdia, "città del Mahdi"), e quello del marocchino Ibn Tūmart, iniziatore della dinastia degli Almohadi.
Il mahdismo ha assunto anche una funzione anticoloniale. In particolare, Muhammad Ahmad ibn ʿAbd Allāh, noto come il Mahdī di Khartum, o del movimento insurrezionale di Muhammad ʿAbd Allāh ibn Hasan, detto Mad Mullāh.
La Ahmadiyya è una forma di mahdismo modernista nato e diffusosi a Lahore, in Pakistan, ma la sua fede nella riapertura del ciclo profetico nella persona del suo fondatore, Mirza Ghulam Ahmad, lo fa considerare del tutto eretico da tutto il mondo islamico sunnita e sciita. La Ahmadiyya si divise in 2 correnti, una che comprende la stragrande maggioranza dei fedeli la quale considera Mirzà Ghulam Ahmad come Profeta (anche se subordinato al Profeta Muhammad) e una minoranza, la “Lahore Ahmadiyya Movement for the Propagation of Islam”, che lo considera un rinnovatore religioso, senza una riapertura del ciclo profetico.
La differenza tra il Mahdismo Sciita e Sunnita é relativa al fatto che in ambito sciita si aspetta il ritorno del Al-Qāʾim, ossia del dodicesimo imam che deve essere necessariamente della discendenza di Fāṭima bint Muhammad, figlia del Profeta dell'Islam.